# Płaszcz kąpielowy

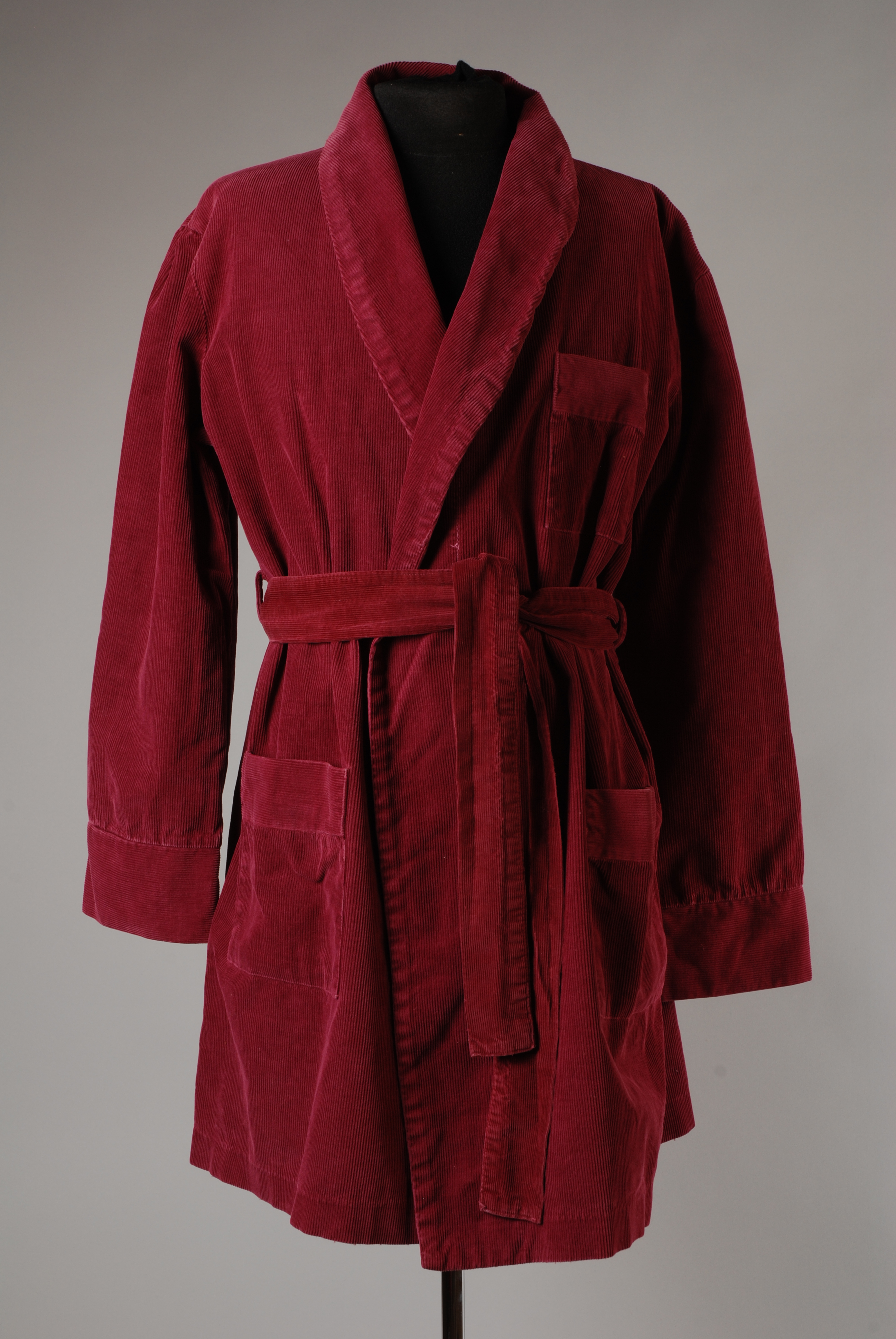
Płaszcz kąpielowy

Płaszcz kąpielowy – rodzaj szlafroka, uszytego z tkaniny frotte, wkładanego bezpośrednio po kąpieli (zamiast wytarcia się ręcznikiem) w celu osuszenia ciała, ochrony przed zimnem i dla odpoczynku. 
Wkładany jest także przed kąpielą (dla ochrony przed zimnem) - zarówno w łazience, jak i np. nad morzu, basenie. Często używany jest przez sportowców - pływaków. Płaszcz kąpielowy spełnia także rolę normalnego szlafroka - współcześnie męski szlafrok jest de facto płaszczem kąpielowym. Szyje się go na ogół z tkaniny frotte w pasy lub gładkiej.